# Cinema polacco

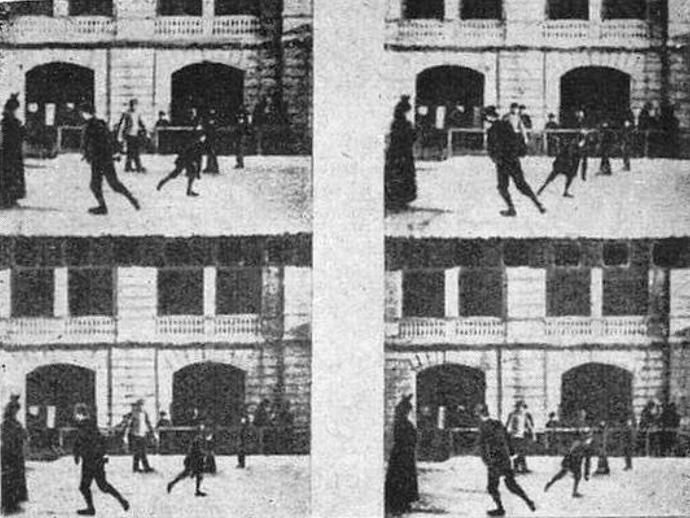
Quattro fotogrammi sopravvissuti del primo film polacco, Ślizgawka w Łazienkach, girato da Kazimierz Prószyński a Varsavia negli anni 1894-1896

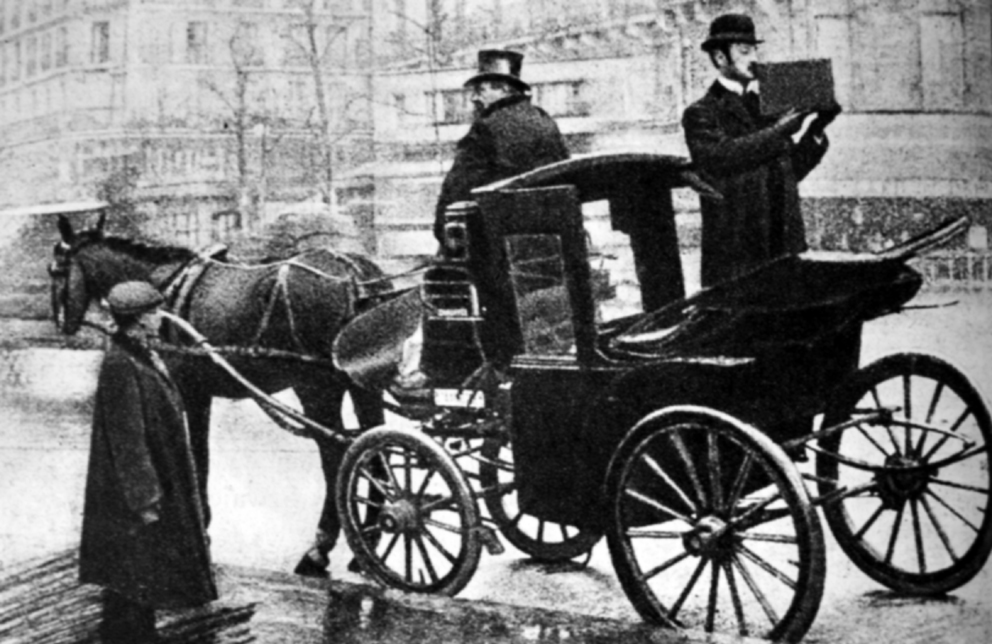
Kazimierz Prószyński filma le strade di Parigi nel 1909.

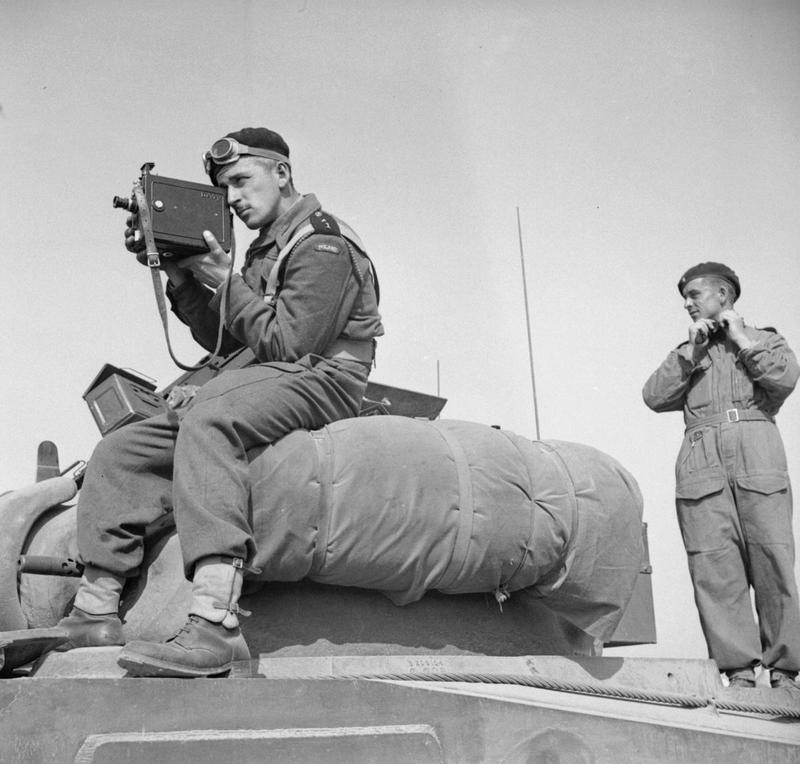
Jerzy Januszajtis filma l'Operazione Overlord nel 1944 da un carro armato M4 Sherman a sud di Caen.

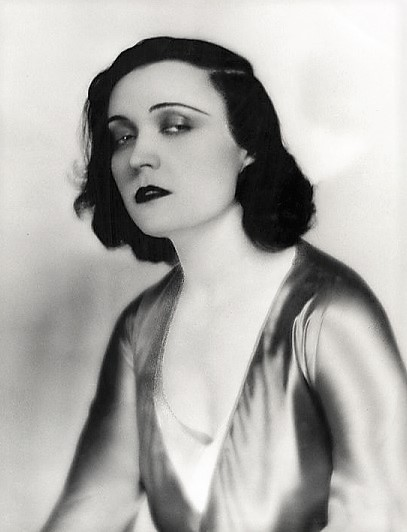
Pola Negri, femme fatale del cinema muto polacco.

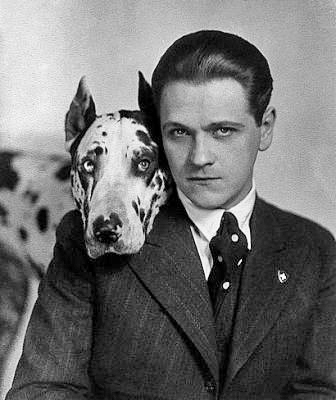
Eugeniusz Bodo, "re degli attori polacchi" degli anni Trenta e il suo cane Sambo.

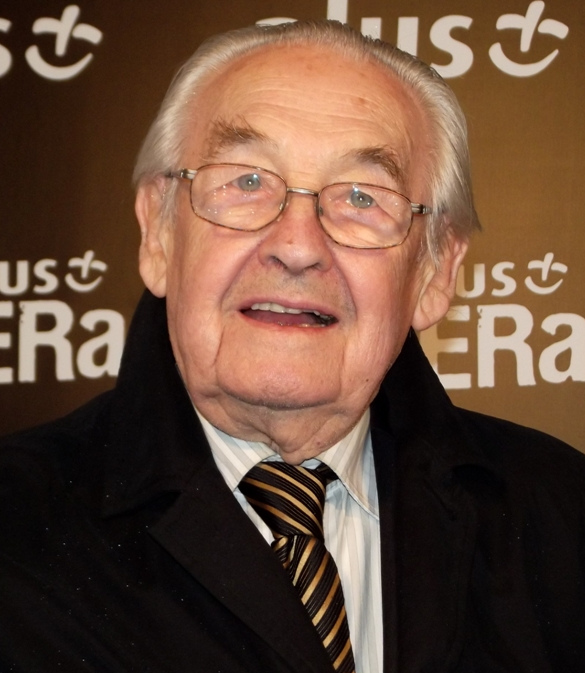
Andrzej Wajda, famoso regista polacco che ha ricevuto un Oscar onorario nel 2000.

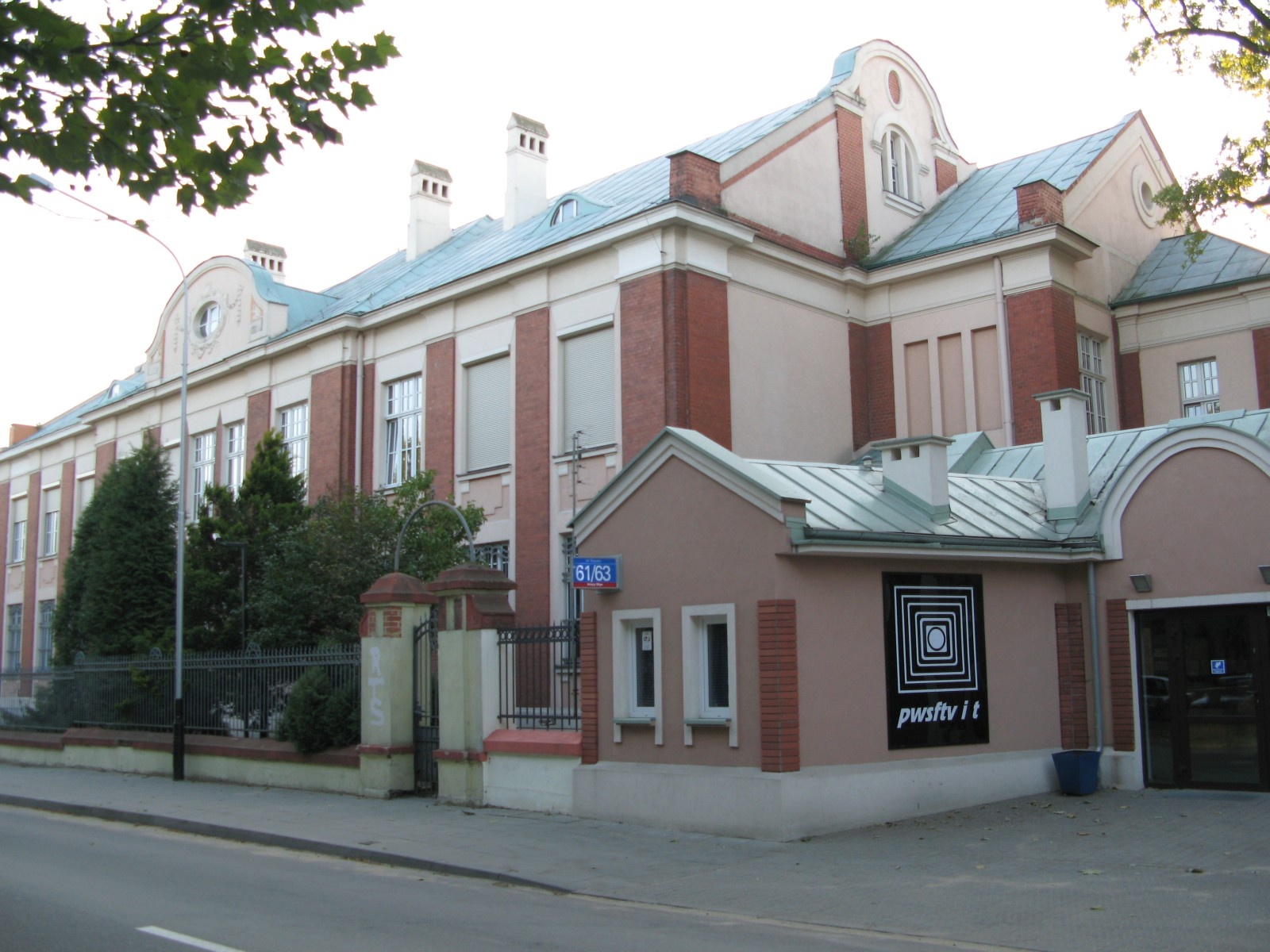
Scuola nazionale di cinema, televisione e teatro Leon Schiller di Łódź.

Il cinema polacco (in polacco: Kinematografia w Polsce) comprende i film realizzati all'interno della nazione polacca o da registi polacchi all'estero. In effetti, la storia del cinema polacco è lunga quanto la storia del cinema.

## Storia del cinema polacco

### Gli esordi
Nel 1886, i primi film furono proiettati nelle città di Varsavia, Leopoli e Cracovia con l'attrezzatura di Thomas Alva Edison e dei fratelli Lumière. Questo è l'inizio del cinema polacco sul suolo polacco, poiché i suoi primi sviluppi cadono nel periodo della spartizione dei territori polacchi, quando la Polonia non esisteva più come stato ed era divisa tra Russia, Prussia e Austria. I primi film polacchi avevano un carattere documentaristico e furono realizzati da pionieri del cinema come Kazimierz Prószyński, Bolesław Matuszewski e Piotr Lebiedziński.

### Fine del secolo (dal XIX secolo al XX secolo)
Alla fine del XIX secolo, nel 1895, Kazimierz Prószyński inventò il pleografo, che utilizzò per filmare piccole scene di vita quotidiana a Varsavia. Allo stesso tempo, il fotografo Bolesław Matuszewski lavorava come cameraman indipendente. Affascinato dalla nuova tecnologia e dalle sue possibilità, Matuszewski diede un importante contributo alla prima teoria del cinema. Il suo pamphlet Une novelle source de l'historie è oggi considerato come il primo tentativo al mondo di affrontare teoricamente il nuovo mezzo cinematografico. Matuszewski ha anche registrato dal vivo alcuni degli interventi chirurgici del Dr. Eugene Doyen a Varsavia.
La prima donna a dirigere un film in Polonia e l'unica regista donna dell'era del cinema muto polacco è stata Nina Niovilla. Debuttò nel 1918 a Berlino,e poi diresse il suo primo film polacco intitolato Tamara (noto anche con il titolo Obrońcy Lwowa) nel 1919.

### Durante la seconda guerra mondiale
Nel 1942, l'Armia Krajowa istituì un gruppo cinematografico nell'Ufficio di Informazione e Propaganda, guidato da Antoni Bohdziewicz, che fu responsabile, tra le altre cose, di Powstanie Warszawskie, un film polacco che descrive eventi autentici dell'insurrezione di Varsavia.
Durante la seconda guerra mondiale, i cineasti polacchi in Gran Bretagna crearono il film a colori antinazista Calling Mr. Smith (1943) sui crimini nazisti nell'Europa occupata e sulla propaganda nazista. È stato uno dei primi film antinazisti della storia, essendo sia un film d'avanguardia che un documentario.

### Anni sessanta
Nel 1964 il primo film polacco candidato per l'Oscar al miglior film straniero fu Il coltello nell'acqua, diretto dal regista Roman Polański.

## Accademia cinematografica polacca
Fondata nel 2003 a Varsavia l'Accademia cinematografica polacca (Polska Akademia Filmowa), mira a fornire ai registi polacchi un forum di discussione, offrendosi come strumento di promozione del cinema polacco attraverso pubblicazioni, presentazioni, dibattiti e promozione regolare dell'argomento nelle scuole. Dal 2003, i vincitori dei premi Polskie Nagrody Filmowe sono eletti dai membri dell'Accademia; il premio è una scultura a forma di aquila per cui sono detti anche "Orły".
Di seguito l'elenco dei vincitori:
- Il pianista, regia di Roman Polański (2003)
- Zmruż oczy, regia di Andrzej Jakimowski (2004)
- Wesele, regia di Wojciech Smarzowski (2005)
- Komornik, regia di Feliks Falk (2006)
- Savior Square (Plac Zbawiciela), regia di Krzysztof Krauze e Joanna Kos-Krauze (2007)
- Katyn (Katyń), regia di Andrzej Wajda (2008)
- 33 sceny z życia, regia di Małgorzata Szumowska (2009)
- Rewers, regia di Borys Lankosz (2010)
- Essential Killing, regia di Jerzy Skolimowski (2011)
- Róża, regia di Wojciech Smarzowski (2012)
- Obława, regia di Marcin Krzyształowicz (2013)
- Ida, regia di Paweł Pawlikowski (2014)
- Bogowie, regia di Łukasz Palkowski (2015)
- Ciało, regia di Małgorzata Szumowska (2016)
- Wołyń, regia di Wojciech Smarzowski (2017)
- Silent night, regia di Piotr Domalewski (2018)
- Cold War (Zimna wojna), regia di Paweł Pawlikowski (2019)
- Corpus Christi (Boże Ciało), regia di Jan Komasa (2020)
- Zabij to i wyjedź z tego miasta, regia di Mariusz Wilczyński (2021)
- Quo vadis, Aida?, regia di Jasmila Žbanić (2022)
- EO, regia di Jerzy Skolimowski (2023)

## Polonia ai festival internazionali

### Mostra del cinema di Venezia
- Leone d'argento - Gran premio della giuria, Imperativo (Imperativ), regia di Krzysztof Zanussi (1982)
- Leone d'oro, L'anno del sole quieto (Rok spokojnego słońca), regia di Krzysztof Zanussi (1984)
- Leone d'oro, Tre colori - Film blu (Trois couleurs: Bleu), regia di Krzysztof Kieślowski (1993)
- Leone d'argento - Gran premio della giuria, Essential Killing, regia di Jerzy Skolimowski (2010)
- Leone d'oro alla carriera, Jerzy Skolimowski (2016)

### Festival di Cannes
- Premio della giuria, I dannati di Varsavia (Kanał), regia di Andrzej Wajda (1957)
- Premio della giuria, Madre Giovanna degli Angeli (Matka Joanna od Aniolów), regia di Jerzy Kawalerowicz (1961)
- Premio della giuria, La clessidra (Sanatorium pod klepsydra), regia di Wojciech Jerzy Has (1973)
- Grand Prix Speciale della Giuria, L'australiano (The Shout), regia di Jerzy Skolimowski (1978)
- Premio della giuria, La costante (Constans), regia di Krzysztof Zanussi (1980)
- Palma d'oro, L'uomo di ferro (Człowiek z żelaza), regia di Andrzej Wajda (1981)
- Prix d'interprétation féminine, Jadwiga Jankowska-Cieślak (1982)
- Premio della giuria, Breve film sull'uccidere (Krótki film o zabijaniu), regia di Krzysztof Kieślowski (1988)
- Prix d'interprétation féminine, Krystyna Janda (1990)
- Cinéfondation, Jakub, regia di Adam Guzinski (1998)
- Palma d'oro, Il pianista (The Pianist), regia di Roman Polanski (2002)
- Prix de la mise en scène, Cold War (Zimna wojna), regia di Paweł Pawlikowski (2018)

### Premio Oscar
- Oscar onorario, Fantasia, regia di Leopold Stokowski (1942)
- Oscar alla migliore colonna sonora, Lili, Bronisław Kaper (1954)
- Oscar al miglior cortometraggio d'animazione, Tango, Zbigniew Rybczyński (1983)
- Oscar alla migliore fotografia, Schindler's List - La lista di Schindler, Janusz Kamiński (1994)
- Oscar alla migliore scenografia, Schindler's List - La lista di Schindler, Allan Starski (1994)
- Oscar alla migliore scenografia, Schindler's List - La lista di Schindler, Ewa Braun (1994)
- Oscar alla migliore fotografia, Salvate il soldato Ryan, Janusz Kamiński (1999)
- Oscar onorario, Andrzej Wajda (2000)
- Oscar al miglior regista, Il pianista, Roman Polański (2003)
- Oscar alla migliore colonna sonora, Neverland - Un sogno per la vita, Jan A.P. Kaczmarek (2005)
- Oscar al miglior cortometraggio d'animazione, Pierino & il lupo, Suzie Templeton (2008)
- Oscar al miglior film in lingua straniera, Ida, Paweł Pawlikowski (2015)

## Scuole di cinema
Tra le diverse istituzioni, sia governative che private, che forniscono un'istruzione formale in vari aspetti della produzione cinematografica, si annoverano:
- Scuola nazionale di cinema, televisione e teatro Leon Schiller di Łódź
- Krzysztof Kieślowski Film School presso l'Università della Slesia
- Szkoła Aktorska Halini i Jana Machulskich
- Szkoła Wajdy
- AMA Film Academy
- Warszawska Szkoła Filmowa